# Flavarchaea
Genre
Flavarchaea est un genre d'araignées aranéomorphes de la famille des Malkaridae.

## Distribution
Les espèces de ce genre se rencontrent en Australie et en Nouvelle-Calédonie.

## Liste des espèces
Selon World Spider Catalog (version 18.0, 09/05/2017) :
- Flavarchaea anzac Rix, 2006
- Flavarchaea badja Rix, 2006
- Flavarchaea barmah Rix, 2006
- Flavarchaea hickmani (Rix, 2005)
- Flavarchaea humboldti Rix & Harvey, 2010
- Flavarchaea lofty Rix, 2006
- Flavarchaea lulu (Rix, 2005)
- Flavarchaea stirlingensis Rix, 2006

## Publication originale
- Rix, 2006 : Systematics of the Australasian spider family Pararchaeidae (Arachnida: Araneae). Invertebrate Systematics, vol. 20, no 2, p. 203-254.